# Yves Van Borm
Yves Van Borm (Anderlecht, 7 juli 1967) is een Belgisch voetbaltrainer.

## Loopbaan
Van Borm begon zijn trainerscarrière in 1997 bij KFC Eendracht Zele als speler-trainer. Hij bouwde een cultstatus op bij KVC Willebroek-Meerhof door de club na een half decennium terug naar Derde klasse te leiden. In 2007 behaalde Van Borm in eerste zittijd zijn Pro License-diploma. Hij was toen al een bekende trainer in Vierde en Derde klasse.
De laatste jaren bij KSV Bornem en KMSK Deinze haalde hij diverse successen door steeds in de top drie te eindigen. Zijn grootste successen behaalde hij echter bij Knokke FC, waar hij drie seizoenen op rij kampioen werd: na de titel in Vierde klasse in 2016 eindigde de club ook eerste in Tweede klasse amateurs (2017) en Eerste klasse amateurs (2018). De opmars van Knokke werd echter gestopt doordat de club in 2018 geen licentie aanvroeg voor Eerste klasse B. Knokke bleef in het seizoen 2018/19 dus in Eerste klasse amateurs spelen. Dat seizoen liep minder goed dan de drie vorige: Knokke stuntte weliswaar in de Croky Cup door titelhouder Standard Luik uit te schakelen in de 1/16e finales, maar in de competitie belandde de club al snel op de laatste plaats. In november 2018 werd Van Borm dan ook ontslagen bij Knokke.
Op 2 december 2018 tekende hij bij traditieclub SC Eendracht Aalst, een reeksgenoot van Knokke. Van Borm en het bestuur bleken echter niet op dezelfde lijn te zitten, en na amper twee wedstrijden stapte Van Borm zelf op. Toen Lorenzo Staelens in maart 2019 vertrok bij Knokke, haalde de club Van Borm terug. Knokke stond op dat moment nog steeds laatste in Eerste klasse amateurs en de degradatie was een feit.
Van Borm doet het opnieuw en wordt voor de vierde maal in vijf jaar tijd kampioen met Knokke FC en brengt de club terug naar Eerste klasse amateurs (2020) en is zo de enige Belgische trainer die dit ooit heeft verwezenlijkt op nationaal niveau.

## Trainerscarrière
- 1997-1998: KFC Eendracht Zele
- 1998-1999: Rita Berlaar
- 1999-11/2000: KFC Brasschaat
- 12/2000-06/2002 Nieuwmoer FC
- 06/2002-09/2005: KVC Willebroek-Meerhof
- 10/2005-06/2007: Hoogstraten VV
- 06/2007-10/2007: KFC Zwarte Leeuw
- 10/2007-06/2010: K. Lyra TSV
- 06/2010-09/2010: Racing Mechelen
- 07/2011-11/2012: KSV Bornem
- 11/2012-12/2014: KMSK Deinze
- 01/2015-11/2018: Knokke FC
- 12/2018-01/2019: SC Eendracht Aalst
- 03/2019-06/2023: Knokke FC
- 10/2023-02/2024: Cappellen FC
- 10/2024-…: KSK Heist